# Stazione di Cosio-Traona
Stazione di Cosio-Traona vasútállomás Olaszországban, Lombardia régióban, Cosio Valtellino településen.

## Vasútvonalak
Az állomást az alábbi vasútvonalak érintik:
- Tirano–Lecco-vasútvonal

## Kapcsolódó állomások
A vasútállomáshoz az alábbi állomások vannak a legközelebb:
- Stazione di Rogolo
- Stazione di Morbegno